# Fountainbleau
Fountainbleau statisztikai település az Amerikai Egyesült Államokban, Florida államban, Miami-Dade megyében. Lakosainak száma 59 870 fő (2020. április 1.).

## Népesség
A település népességének változása:
| Lakosok száma | 59 549 | 59 764 | 59 870 |
|               | 2000   | 2010   | 2020   |